# 赤井川村
赤井川村（日语：／ Akaigawa mura */?）是北海道後志綜合振興局東北部的村，也是日本最美麗的村莊聯盟的成員。赤井川村東邊與札幌市隔著余市岳，除了西邊以外三面環山。境內大部分為森林，村莊中心和農田主要分佈在西北部的火山口盆地。當地以農業為主，生產稻米、馬鈴薯、南瓜、玉米、西瓜等農產品。
過去阿伊努族稱此地為「hure-pet」，意思為紅色的河川，因此命名為「赤井川」。

## 歷史
- 1899年5月27日：由大江村（現在的仁木町）分村，設置赤井川戶長役場。[4]
- 1906年4月1日：成為北海道二級村。

## 氣候
由於赤井川村屬於內陸氣候，降雪量相當大，是北海道降雪量最大的地區之一。

## 交通

### 道路
| 一般國道 - 國道393號 | 主要地方道 - 北海道道36號余市赤井川線 道道 - 北海道道1022號仁木赤井川線 |

### 巴士
- 北海道中央巴士

## 教育

### 中學校
- 赤井川村立赤井川中學校

### 小學校
| - 赤井川村立赤井川小學校 | - 赤井川村立都小學校 |

## 姊妹市・友好都市

### 日本
- 「日本最美麗的村莊聯盟」的其他成員
  - 美瑛町（北海道上川郡）
  - 大藏村（山形縣最上郡）
  - 白川村（岐阜縣大野郡）
  - 大鹿村（長野縣下伊那郡）
  - 上勝町（德島縣勝浦郡）
  - 南小國町（熊本縣阿蘇郡）

## 外部連結
- （日語）赤井川商工會